# Mira (Ecuador)
Mira è una parrocchia urbana dell'Ecuador, capoluogo dell'omonimo cantone, nella provincia del Carchi.